# De Eenzame Uitvaart
De Eenzame Uitvaart is een project waarbij dichters voor eenzaam gestorvenen een persoonlijk gedicht schrijven en dat op de uitvaart van die eenzame ook voordragen. Het initiatief voor De Eenzame Uitvaart werd in 2002 genomen door de toenmalige stadsdichter van Groningen, Bart FM Droog, en later overgenomen door F. Starik (1958-2018), die daartoe aanvankelijk de Poule des Doods oprichtte in Amsterdam. Het initiatief werd opgepakt door andere dichters in steden in Nederland en Vlaanderen. Ook verschenen er bundels waarin de gedichten voor eenzaam gestorvenen zijn samengebracht.
In Vlaanderen werd het project in 2009 geïnitieerd door Maarten Inghels en is de organisatie sinds 2018 in handen van het literair productiehuis VONK & Zonen.

## Betrokken dichters
- Alkmaar: Margreet Schouwenaar
- Amsterdam: F. Starik, Anneke Brassinga, Eva Gerlach, Neeltje Maria Min, Simon Vinkenoog, Alfred Schaffer, Tsead Bruinja, Judith Herzberg, Hans Kloos, Erik Lindner, Ilse Starkenburg, Menno Wigman, Tonnus Oosterhoff, Erik Jan Harmens, Maria Barnas, Hans Verhagen, Adriaan Jaeggi, Catharina Blaauwendraad
- Antwerpen (B): Maarten Inghels, Jan Aelberts, Bernard Dewulf, Andy Fierens, Lies Van Gasse, Joke van Leeuwen, Stijn Vranken
- Den Bosch: Eric Alink
- Den Haag: Henk van Zuiden, Bart Chabot, Gilles Boeuf, Kees 't Hart, Ruth van Rossum, Erwin Vogelezang
- Deventer: Merel van der zee, Ozan Cakir, Jos Brinkman
- Gouda[2]: Pieter Stroop van Renen, Chris Bellekom, Jeffrey van Geenen, Corie Grootendorst, Hanneke Leroux, Peter Noordhoek, Ruud Broekhuizen, Klara Smeets.
- Groningen: Bart FM Droog, Ronald Ohlsen, Rense Sinkgraven, Anneke Claus, Stefan Nieuwenhuis, Joost Oomen, Kasper Peters, Lilian Zielstra
- Hengelo: Marijke Agterbosch, Hettie Franken
- Leuven (B): Peter Mangel Schots (tevens coördinator), Paul Bogaert, Alain Delmotte, Lieve Desmet, Mustafa Kör, Herlinda Vekemans
- Nijmegen: Merijn Hilte, Victor Vroomkoning
- Rotterdam: Rien Vroegindeweij, Menno van der Beek, Jana Beranová, Daniël Dee, Manuel Kneepkens, Hester Knibbe, Ester Naomi Perquin
- Schiedam: Yvette Neuschwanger-Kars, Jarle Lourens, Anne Rats, John van Sliedregt, Elijah Valk, Heleen Schoone, Henk Frigge, Hettie Rodenburg, Inge Koppert, Jeroen van Vugt, Sara Wiersma
- Sint-Niklaas (B): Jana Arns, Sofie De Moor, Frank Pollet
- Utrecht: Ruben van Gogh, Nanne Nauta, Ingmar Heytze, Vrouwkje Tuinman, het Utrechts Stadsdichtergilde

## Ger Fritz-Prijs
De Ger Fritz-Prijs is een jaarlijkse prijs die uitgereikt wordt voor het mooiste eenzame uitvaart-gedicht. De prijs bestaat uit een standaard rouwarrangement, gelijk aan het bloemstuk op de kist van eenzaam overledenen, een geldbedrag van 250 euro en een foto door Bianca Sistermans.
- 2023: Pieter Boskma[3]
- 2022: Atte Jongstra
- 2021: Maria Barnas
- 2020: Jos Versteegen
- 2019: Erik Jan Harmens
- 2018: F. Starik
- 2017: Eva Gerlach
- 2016: Menno Wigman
- 2015: Peter Theunynck